# Clathria gradalis
Clathria gradalis är en svampdjursart som först beskrevs av Topsent 1925.  Clathria gradalis ingår i släktet Clathria och familjen Microcionidae. Utöver nominatformen finns också underarten C. g. atoxa.